# 1000mods
1000mods je stoner rok bend osnovan 2006. godine u mjestu Chiliomodi, Grčka. Kako se 1000 na grčkom kaže "chillia", ime benda je paronomazija sa nazivom mjesta iz kog dolaze. Najveći muzički uticaj na bend su Black Sabbath, Kyuss, Colour Haze i MC5.

## Istorija
Bend je osnovan 2006. godine i u prvim godinama rada objavili su dva EP-a, Blank Reality (2007) i Liquid Sleep (2009). U oktobru 2010. godine objavili su prvi album, „Super Van Vacation” sa Billy Anderson (Sleep, Neurosis). Radi promocije novog albuma, imali su dvije turneje po Evropi, tokom kojih su imali 40 koncerata u 15 zemalja, posjetivši i festivale poput Rockwave Festival, Desertfest i Lake on Fire.
U maju 2014. su objavili drugi album, „Vultures”. Ponovo su album promovisali dvjema turnejama, prva je bila oktobra/novembra 2014. nazvana „Claws Over Europe”, a druga u maju 2015. godine sa bendom The Atomic Bitchwax.
Treći album pod nazivom "Repeated Exposure to ..." je objavljen u septembru 2016. godine, nakon kog je uslijedila turneja po Evropi sa bendovima Monkey3 i Moaning Cities. Tokom svoje turneje "Repeated and Exposed to" (2017) održali su 42 koncerata u 15 evropskih država, uključujući i festivale Up in Smoke, Desertfest and Keep it Low. Tokom februara i marta 2018. godine prvi put su nastupili u Sjeverna Amerika, uključujući Meksiko i SAD. U aprilu 2020. godine su objavili četvrti studijski album, Youth of Dissent.

## Diskografija

### Albumi
- (2011, Kozmik Artifactz)
- (2014, The Lab Records)
- (2016, Ouga Booga And The Mighty Oug Recordings)
- (2020, Ouga Booga And The Mighty Oug Recordings)

### 
- The Woodrose Effect EP (2009)
- Blank Reality (2007)
- Liquid Sleep (2009)

### Singlovi
(2012)

### 
(2010, -{Fat & Holy Records})